# Francesco III d'Orléans-Longueville
Francesco III d'Orléans-Longueville (30 ottobre 1535 – 22 settembre 1551), capo degli Orléans-Longueville, ramo collaterale dei Valois, duca di Longueville, conte di Montgommery, conte di Tancarville, visconte d'Abberville, conte du Neufchâtel, Pari di Francia.

## Biografia
Era figlio del duca Luigi e di Maria di Guisa. Suo padre morì quando lui aveva un anno e la madre poco dopo fu fatta sposare con il re di Scozia Giacomo V di Scozia, con cui avrebbe avuto Maria, regina di Francia, Scozia e pretendente cattolica al trono inglese e di conseguenza sorellastra di Francesco.
Diventò conte di Neuchâtel ad otto anni alla morte della nonna Jeanne de Hochberg. Durante la sua minore età ebbe come tutore prima il nonno materno il duca Claudio I di Guisa e poi lo zio il cardinale Carlo di Lorena.
Morì a sedici anni senza discendenza e gli succedette il cugino Léonor d'Orléans-Longueville.

## Ascendenza
|                                    |                     |                                 | Genitori                          |  |  | Nonni |  |  | Bisnonni                         |  |  | Trisnonni      |  |
|                                    |                     |                                 |                                   |  |  |       |  |  | François I d'Orléans-Longueville |  |  | Jean d'Orléans |  |
|                                    |                     |                                 |                                   |  |  |       |  |  | François I d'Orléans-Longueville |  |  | Jean d'Orléans |  |
|                                    |                     | Marie d'Harcourt                |                                   |  |  |       |  |  | François I d'Orléans-Longueville |  |  |                |  |
| Louis I d'Orléans-Longueville      |                     |                                 |                                   |  |  |       |  |  | François I d'Orléans-Longueville |  |  |                |  |
|                                    |                     | Agnese di Savoia                | Ludovico di Savoia                |  |  |       |  |  |                                  |  |  |                |  |
|                                    |                     | Agnese di Savoia                | Ludovico di Savoia                |  |  |       |  |  |                                  |  |  |                |  |
|                                    |                     | Agnese di Savoia                | Anne de Lusignan                  |  |  |       |  |  |                                  |  |  |                |  |
| Louis II d'Orléans-Longueville     |                     | Agnese di Savoia                |                                   |  |  |       |  |  |                                  |  |  |                |  |
|                                    |                     | Philipp von Hachberg-Sausenberg | Rudolf IV von Hachberg-Sausenberg |  |  |       |  |  |                                  |  |  |                |  |
|                                    |                     | Philipp von Hachberg-Sausenberg | Rudolf IV von Hachberg-Sausenberg |  |  |       |  |  |                                  |  |  |                |  |
|                                    |                     | Philipp von Hachberg-Sausenberg | Marguerite de Vienne              |  |  |       |  |  |                                  |  |  |                |  |
| Johanna von Hachberg-Sausenberg    |                     | Philipp von Hachberg-Sausenberg |                                   |  |  |       |  |  |                                  |  |  |                |  |
|                                    |                     | Maria di Savoia                 | Amedeo IX di Savoia               |  |  |       |  |  |                                  |  |  |                |  |
|                                    |                     | Maria di Savoia                 | Amedeo IX di Savoia               |  |  |       |  |  |                                  |  |  |                |  |
|                                    |                     | Maria di Savoia                 | Yolande de Valois                 |  |  |       |  |  |                                  |  |  |                |  |
| François III d'Orléans-Longueville |                     | Maria di Savoia                 |                                   |  |  |       |  |  |                                  |  |  |                |  |
|                                    | René II de Lorraine | Ferry II de Vaudémont           |                                   |  |  |       |  |  |                                  |  |  |                |  |
|                                    | René II de Lorraine | Ferry II de Vaudémont           |                                   |  |  |       |  |  |                                  |  |  |                |  |
|                                    | René II de Lorraine | Yolande d'Anjou                 |                                   |  |  |       |  |  |                                  |  |  |                |  |
| Claude de Guise                    | René II de Lorraine |                                 |                                   |  |  |       |  |  |                                  |  |  |                |  |
|                                    |                     | Filippa van Egmont              | Adolf van Egmond                  |  |  |       |  |  |                                  |  |  |                |  |
|                                    |                     | Filippa van Egmont              | Adolf van Egmond                  |  |  |       |  |  |                                  |  |  |                |  |
|                                    |                     | Filippa van Egmont              | Catherine de Bourbon-Clermont     |  |  |       |  |  |                                  |  |  |                |  |
| Marie de Guise                     |                     | Filippa van Egmont              |                                   |  |  |       |  |  |                                  |  |  |                |  |
|                                    |                     | François de Bourbon-Vendôme     | Jean VIII de Bourbon-Vendôme      |  |  |       |  |  |                                  |  |  |                |  |
|                                    |                     | François de Bourbon-Vendôme     | Jean VIII de Bourbon-Vendôme      |  |  |       |  |  |                                  |  |  |                |  |
|                                    |                     | François de Bourbon-Vendôme     | Isabelle de Beauvau               |  |  |       |  |  |                                  |  |  |                |  |
| Antoinette de Bourbon-Vendôme      |                     | François de Bourbon-Vendôme     |                                   |  |  |       |  |  |                                  |  |  |                |  |
|                                    |                     | Marie de Luxembourg-Saint-Pol   | Pierre II de Luxembourg-Saint-Pol |  |  |       |  |  |                                  |  |  |                |  |
|                                    |                     | Marie de Luxembourg-Saint-Pol   | Pierre II de Luxembourg-Saint-Pol |  |  |       |  |  |                                  |  |  |                |  |
|                                    |                     | Marie de Luxembourg-Saint-Pol   | Margherita di Savoia              |  |  |       |  |  |                                  |  |  |                |  |
|                                    |                     | Marie de Luxembourg-Saint-Pol   |                                   |  |  |       |  |  |                                  |  |  |                |  |